# Gornje Zaostro
Gornje Zaostro es un pueblo ubicado en el municipio de Berane, en Montenegro.

## Demografía
Hasta 2011 la población era de 187 habitantes, conformada por 58 hogares y 92 viviendas.
| 415                                                              | 432 | 438 | 453 | 328 | 254 | 236 | 187 |
| (Fuente: Population statistics of Eastern Europe & former USSR.) |     |     |     |     |     |     |     |

| Etnicidad                                           | Número | Porcentaje |
| --------------------------------------------------- | ------ | ---------- |
| Serbios                                             | 146    | 61,86 %    |
| Montenegrinos                                       | 57     | 24,15 %    |
| Otros                                               | 33     | 13,93 %    |
| Fuente: Republic of Montenegro. Statistical Office. |        |            |